# Hrabstwo Washington (Rhode Island)

Piramida wieku hrabstwa

Hrabstwo Washington – hrabstwo (ang. county) w stanie Rhode Island w USA. Populacja wynosi 123 546 mieszkańców (stan według spisu z 2000 r.).
Powierzchnia hrabstwa wynosi 1458 km². Gęstość zaludnienia wynosi 143 osób/km².

## Miejscowości
- Charlestown
- Exeter
- Hopkinton
- Narragansett
- New Shoreham
- North Kingstown
- Richmond
- South Kingstown
- Westerly

## CDP
- Ashaway
- Bradford
- Carolina
- Hope Valley
- Kingston
- Misquamicut
- Narragansett Pier
- Wakefield-Peacedale
- Watch Hill
- Wyoming
- Weekapaug